# FOXA1
FOXA1 (англ. Forkhead box A1) – білок, який кодується однойменним геном, розташованим у людей на короткому плечі 14-ї хромосоми. Довжина поліпептидного ланцюга білка становить 472 амінокислот, а молекулярна маса — 49 148.
| 10         |  | 20         |  | 30         |  | 40         |  | 50         |
| ---------- |  | ---------- |  | ---------- |  | ---------- |  | ---------- |
| MLGTVKMEGH |  | ETSDWNSYYA |  | DTQEAYSSVP |  | VSNMNSGLGS |  | MNSMNTYMTM |
| NTMTTSGNMT |  | PASFNMSYAN |  | PGLGAGLSPG |  | AVAGMPGGSA |  | GAMNSMTAAG |
| VTAMGTALSP |  | SGMGAMGAQQ |  | AASMNGLGPY |  | AAAMNPCMSP |  | MAYAPSNLGR |
| SRAGGGGDAK |  | TFKRSYPHAK |  | PPYSYISLIT |  | MAIQQAPSKM |  | LTLSEIYQWI |
| MDLFPYYRQN |  | QQRWQNSIRH |  | SLSFNDCFVK |  | VARSPDKPGK |  | GSYWTLHPDS |
| GNMFENGCYL |  | RRQKRFKCEK |  | QPGAGGGGGS |  | GSGGSGAKGG |  | PESRKDPSGA |
| SNPSADSPLH |  | RGVHGKTGQL |  | EGAPAPGPAA |  | SPQTLDHSGA |  | TATGGASELK |
| TPASSTAPPI |  | SSGPGALASV |  | PASHPAHGLA |  | PHESQLHLKG |  | DPHYSFNHPF |
| SINNLMSSSE |  | QQHKLDFKAY |  | EQALQYSPYG |  | STLPASLPLG |  | SASVTTRSPI |
| EPSALEPAYY |  | QGVYSRPVLN |  | TS         |  |            |  |            |

A: Аланін

C: Цистеїн

D: Аспарагінова кислота

E: Глутамінова кислота

F: Фенілаланін

G: Гліцин

H: Гістидин

I: Ізолейцин

K: Лізин

L: Лейцин

M: Метіонін

N: Аспарагін

P: Пролін

Q: Глутамін

R: Аргінін

S: Серин

T: Треонін

V: Валін

W: Триптофан

Кодований геном білок за функціями належить до репресорів, активаторів, регуляторів хроматину, білків розвитку, фосфопротеїнів. 
Задіяний у таких біологічних процесах, як транскрипція, регуляція транскрипції, альтернативний сплайсинг. 
Білок має сайт для зв'язування з ДНК. 
Локалізований у ядрі.